# Masalosalo Tutaia
Pas d'image ? Cliquez ici

a Compétitions nationales et continentales officielles uniquement.

b Matchs officiels uniquement.
Dernière mise à jour le 11 juin 2022.
Masalosalo Tutaia, né le 5 juin 1984 à Tokoroa (Nouvelle-Zélande), est un joueur de rugby à XV international samoan évoluant au poste de deuxième ligne. Il mesure 2,03 m pour 125 kg.
Il est le frère aîné de l'internationale néo-zélandaise de netball Maria Tutaia, et donc, le beau-frère du joueur de rugby australien Israel Folau.

## Carrière

### En club
Masasalo Tutaia commence sa carrière avec le club amateur de Suburbs Rugby dans le championnat de la province d'Auckland entre 2004 et 2008,.
En 2009, il rejoint l'Australie et évolue avec Randwick en Shute Shield (championnat de la région de Sydney),. Cette même année, il est également choisi pour faire partie de l'équipe réserve des Waratahs : les Juniors Waratahs.
En 2011, après avoir joué une année en deuxième division écossaise avec le Biggar RFC, il retourne jouer en Australie avec le club de Wanneroo dans le championnat de la région de Perth,,.
En 2013, il rejoint le club français du Montluçon rugby en Fédérale 1,. 
Après une bonne saison, il est annoncé qu'il rejoindra le l'ambitieux club de l'US Nevers si le club monte en Pro D2. Nevers restant en Fédérale 1, il rejoint finalement le Stade montois en Pro D2 pour deux saisons,. Il s'impose rapidement comme une pièce maîtresse du paquet d'avant du club landais, au point d'être dans les nommés pour être élu meilleur joueur de Pro D2 en 2015 lors de la Nuit du rugby. 
En 2016, il rejoint pour deux saisons l'équipe de la Section paloise en Top 14.
En juin 2018, il signe un contrat de deux saisons avec l'USA Perpignan, qui vient juste d'être promu en Top 14. 
Après la relégation du club catalan à la fin de la saison, il est libéré de sa dernière année de contrat, et rejoint l'Union Bordeaux Bègles en tant que joker Coupe du monde en août 2019,. Quasiment deux mois plus tard, son contrat est prolongé jusqu'à la fin de la saison, en devenant le joker médical de son compatriote Afa Amosa. Au terme de la saison, après onze rencontres disputées, il n'est pas conservé et quitte le club.
Il passe ensuite une année sans jouer, avant de reprendre le rugby en 2021 avec le club amateur gallois du Merthyr RFC (en) en Welsh Premiership,.

### En équipe nationale
Masalosalo Tutaia obtient sa première cape internationale avec l'équipe des Samoa le 1er juillet 2017 à l’occasion d’un match contre l'équipe des Tonga à Nuku'alofa.

## Palmarès

### En club
- Finaliste de Pro D2 en 2015 avec le Stade montois.

### En équipe nationale
- 1 sélection
- 0 point